# Irish Open 1976
Die Irish Open 1976 im Badminton fanden vom 20. bis zum 21. Februar 1976 im Lisburn Racquet Club in Lisburn statt.

## Finalresultate
| Disziplin    | Sieger                        | Finalist                              | Ergebnis            |
| ------------ | ----------------------------- | ------------------------------------- | ------------------- |
| Herreneinzel | Michael Wilks                 | Peter Bullivant                       | 15-9, 15-6          |
| Dameneinzel  | Barbara Beckett               | Dorothy Cunningham                    | 1-11, 11-5, 11-4    |
| Herrendoppel | Peter Bullivant Michael Wilks | Victor Collins Trevor Woods           | 15-4, 15-2          |
| Damendoppel  | Barbara Beckett Yvonne Kelly  | Brendan Quinlan Elizabeth Thompson    | 17-14, 15-0         |
| Mixed        | John Scott Barbara Beckett    | Clifford McIlwaine Dorothy Cunningham | 18-16, 13-15, 17-14 |